# Lebenslagenprinzip
Das Lebenslagenprinzip (auch Lebenslagenkonzept) ist ein Begriff aus der E-Administration. Damit wird das Organisationsprinzip bezeichnet, dem zufolge der Zugang der Bürger zu amtlichen Formularen und behördlichen Dienstleistungen nicht entsprechend der kommunalen Aufgabenstruktur, sondern nach der Bedarfssituation des Bürgers – eben der Lebenslage, in der er der passenden Formulare oder Dienstleistungen bedarf – eingerichtet wird.
Typische „Lebenslagen“ sind Situationen wie z. B. Umzug, Heirat oder Kindsgeburt. Das „Lebenslagenprinzip“ kann eingesetzt werden, um im Hinblick auf die charakteristischen Merkmale solcher Bedarfssituationen die Benutzerfreundlichkeit und Bedarfsgerechtigkeit der Navigation und der Prozessstrukturen von Webseiten und anderen Angeboten aus dem Bereich des E-Government zu bewerten.
Das Lebenslagenprinzip soll den Vorteil bieten, dass der ratsuchende „Kunde“ sich nicht durch das Angebot aller Verwaltungsorganisationen, oder auch nur durch das gesamte Angebot einer einzigen Behörde „navigieren“ muss, sondern direkt durch Anwählen eines Symbols (oder eines Links) – bedarfsgerecht seiner Lebenslage entsprechend – Informationen oder (Antrags-)Formulare angeboten bekommt.
Beispiel Eheschließung
Hat ein Bürger vor zu heiraten, besucht er die Internetpräsenz seines Rathauses und wählt ein Symbol mit dem Namen „Heirat“, worauf ihm eine „Checkliste zur Heirat“, Formulare ..., direkt angeboten werden. Er braucht sich nicht damit auseinanderzusetzen, dass die Eheschließung vom Standesamt durchgeführt wird, und auch nicht damit, dass diese Behörde auch noch andere Beurkundungen vornimmt.